# Oddział partyzancki sotnika Grekowa
Oddział partyzancki sotnika Grekowa (ros. Партизанский отряд сотника Грекова) – ochotnicza jednostka wojskowa białych o charakterze partyzanckim podczas wojny domowej w Rosji.
W czasie formowania regularnej Armii Ochotniczej pod koniec 1917 r. z rozkazu atamana Kozaków dońskich Aleksieja M. Kaledina zostało utworzonych szereg kozackich oddziałów partyzanckich. Jednym z pierwszych był oddział sotnika A.N. Grekowa, sformowany już pod koniec listopada tego roku w Nowoczerkasku. Składał się z Kozaków kubańskich, którzy powrócili z frontów I wojny światowej. Jego początkowa liczebność wynosiła ponad 70 ludzi. Do końca stycznia 1919 r. wzrosła do ok. 150 partyzantów. Pod koniec stycznia wraz z oddziałem pułkownika Kutiepowa uczestniczył w nieudanej obronie Rostowa nad Donem, a następnie w walkach w rejonie miasta. Sam A.N. Grekow nazwał się „Białym Diabłem”. W poł. lutego tego roku Kozacy weszli w skład Pułku Partyzanckiego Armii Ochotniczej.